# Maināguri
Maināguri är en ort i Indien.   Den ligger i distriktet Jalpāiguri och delstaten Västbengalen, i den nordöstra delen av landet, 1 200 km öster om huvudstaden New Delhi. Maināguri ligger 89 meter över havet och antalet invånare är 29 459.
Terrängen runt Maināguri är mycket platt. Runt Maināguri är det tätbefolkat, med 659 invånare per kvadratkilometer. Närmaste större samhälle är Jalpāiguri, 10,0 km sydväst om Maināguri. Trakten runt Maināguri består till största delen av jordbruksmark.